# Adonyi Nagy Mária
Adonyi Nagy Mária (Éradony, 1951. október 6. – Berettyóújfalu, 2015. október 13.) költő, újságíró, műfordító. (Az Adonyi felvett neve.)

## Életútja
A székelyhídi és a nagyváradi 3-as számú (ma Ady Endre) gimnáziumban tanult, ez utóbbiban érettségizett 1970-ben, majd a kolozsvári Babeș–Bolyai Tudományegyetemen magyar–német szakos középiskolai tanári diplomát szerzett 1974-ben. Három évig Szatmárnémetiben tanított, ezt követően egy évig munkanélküli volt, 1978-tól Bukarestben a Munkásélet, 1979-től 1989 végéig A Hét belső munkatársa.
Irodalmi pályáját versekkel, kritikákkal az Utunkban kezdte 1969-ben. Bár első kötetének anyagát 1974-ben leadta a kiadónak, az csak 1978-ban jelenhetett meg a cenzúra többszörös rostálása miatt. Szerepelt a Varázslataink (1974) és a Kimaradt Szó (1979) antológiákban, később a Bábel tornyán c. Echinox-antológiában (1983), a Magyar költőnők antológiája (Enciklopédia Kiadó, Budapest, 1997), az Álmok szállodája: erdélyi magyar költők, 1918–2000 c. antológiában (Kolozsvár, 2002), majd a 111 vers erdélyi költőnőktől c. gyűjteményes kötetben (Kolozsvár, 2006).
Képtelennek tetsző, de a valóság áramaiból fölbukkanó képzettársításai kozmikus látást és léttudatot kapcsolnak költészetéhez. A romániai magyar irodalomban a harmadik Forrás-nemzedékhez sorolják.
Az 1990-es években bekapcsolódott a romániai magyarság közéletét érintő kérdésekbe, majd közreműködött a Romániai magyar ki kicsoda, 1997 c. kiadvány szerkesztésében (Scripta Kiadó, Nagyvárad, 1997).
1989. december 22–23-án egyedüli magyar újságíróként járt azokon a bukaresti utcákon, ahol lőttek. Tapasztalatairól, az 1989-es romániai forradalom furfangos ellopásáról később a Terrorizmus című sorozatában számolt be a Valóság hasábjain. 1990–1992 között a bukaresti Romániai Magyar Szó, majd a Valóság szerkesztője, 1992–1995 között a nagyváradi Erdélyi Napló szerkesztője, illetve főszerkesztő-helyettese. 1996-ban az Erdélyi Híradó könyvkiadó részlegének főszerkesztője, majd a Scripta Kiadó szerkesztője. Nagyváradi munkalehetőségeinek végleges megszűnése után Budapestre települt át, a Magyar Nemzet Hétvégi Magazinjának olvasószerkesztője lett.

## Művei (válogatás)

### Önálló verskötetei
- Emlék jelen időben[4] (Bukarest, 1978. Forrás könyvsorozat)
- Állatövi jegyek (Bukarest, 1982)[5]

### Műfordításkötet
- Johannes Bobrowski legszebb versei (Bukarest, 1988)